# Cristian Romero
Cristian Gabriel „Cuti” Romero (ur. 27 kwietnia 1998 w Córdobie) – argentyński piłkarz występujący na pozycji środkowego obrońcy w angielskim klubie Tottenham Hotspur oraz reprezentacji Argentyny. 
Złoty medalista Mistrzostw Świata 2022 oraz Copa América 2021.

## Kariera klubowa
Romero swoją karierę rozpoczął w Belgrano. Początkowo grał w juniorskich drużynach, lecz w 2016 zadebiutował w seniorskim zespole. W 2018 trafił do Włoch. Zainteresowała się nim Genoa. Po udanym sezonie 2018/2019 przeniósł się do Juventusu. Z klubu został jednak od razu wypożyczony. Ponownie trafił do Genoi na kolejny sezon. W 2020 działacze z Turynu zdecydowali się ponownie wypożyczyć Romero. Tym razem Argentyńczyk trafił do Atalanty. W klubie zadebiutował 30 września 2020 przeciwko Lazio. Pierwszą bramkę zdobył 21 stycznia 2021 w meczu z Milanem. W sezonie 2020/2021 został wybrany najlepszym obrońcą sezonu w Serie A.
6 sierpnia 2021 poinformowano, że Atalanta za 16 milionów euro wykupiła Romero z Juventusu. Następnego dnia został wypożyczony do Tottenhamu Hotspur na jeden sezon, z opcją wykupienia. 15 sierpnia zadebiutował w angielskim klubie w wygranym 1:0 starciu z Manchesterem City. 16 marca 2022, w meczu przeciwko Brighton (2:0), Romero zdobył swoją pierwszą bramkę dla klubu. 30 sierpnia został wykupiony przez Tottenham, z którym podpisał pięcioletni kontrakt do 2027.

## Kariera reprezentacyjna
Zanim zaczął występować w dorosłym zespole, Romero grał w sekcji U-20. W seniorskiej reprezentacji Argentyny zadebiutował 3 czerwca 2021 przeciwko Chile. Pierwszą bramkę zdobył 5 dni później w starciu z Kolumbią.

## Statystyki

### Klubowe
| Sezon   | Klub               | Kraj      | Rozgrywki        | Mecze | Gole |
| ------- | ------------------ | --------- | ---------------- | ----- | ---- |
| 2016/17 | CA Belgrano        | Argentyna | Primera División | 13    | 0    |
| 2017/18 | CA Belgrano        | Argentyna | Primera División | 3     | 0    |
| 2018/19 | Genoa CFC          | Włochy    | Serie A          | 27    | 2    |
| 2019/20 | Genoa CFC (wyp.)   | Włochy    | Serie A          | 30    | 1    |
| 2020/21 | Atalanta BC (wyp.) | Włochy    | Serie A          | 31    | 2    |
| 2021/22 | Tottenham          | Anglia    | Premier League   | 22    | 1    |
| 2022/23 | Tottenham          | Anglia    | Premier League   | 27    | 0    |
| 2023/24 | Tottenham          | Anglia    | Premier League   | 33    | 5    |
| 2024/25 | Tottenham          | Anglia    | Premier League   | 18    | 1    |

### Reprezentacyjne
(aktualne na 3 lipca 2024)
| Reprezentacja | Rok     | Mecze | Bramki |
| ------------- | ------- | ----- | ------ |
| Argentyna     |         |       |        |
| 2021          | 10      | 1     |        |
| 2022          | 9       | 0     |        |
| 2023          | 8       | 1     |        |
| 2024          | 5       | 1     |        |
| Ogólnie       | Ogólnie | 33    | 3      |

## Sukcesy

### Reprezentacyjne
- Mistrzostwo świata: 2022
- Copa América: 2021
- Superpuchar CONMBEOL-UEFA: 2022

### Wyróżnienia
- Najlepszy obrońca Serie A: 2020/2021[3]
- Drużyna turnieju Copa América: 2021[10]